# San Vicente de Chucurí
San Vicente de Chucurí è un comune della Colombia facente parte del dipartimento di Santander.
L'abitato venne fondato da Sacramento Tristancho nel 1876, mentre l'istituzione del comune è del 30 settembre 1887.